# FC Jūrmala
FC Jūrmala was een Letse voetbalclub uit de stad Jūrmala.
De club ontstond in 2003 als tweede elftal van FK Jūrmala. Toen die club eind 2008 failliet ging, werd het elftal zelfstandig en ging als FC Jūrmala spelen. Na drie seizoenen in de 1. līga promoveerde de club eind 2010 voor het eerst naar de Virslīga. Daar werd de club in 2011 vijfde en vervolgens twee keer zesde. In 2014 werd FC Jūrmala tiende en degradeerde. Eind maart 2015 besloot de club vanwege financiële problemen niet te starten in de 1. līga en ging vervolgens failliet.

## Erelijst
- Letse beker

Finalist: 2010